# Япония на зимних Олимпийских играх 1952
Япония принимала участие в Зимних Олимпийских играх 1952 года в Осло (Норвегия) в четвёртый раз за свою историю, пропустив Зимние Олимпийские игры 1948 года, но не завоевала ни одной медали.

## Состав сборной
Японию представляли 13 спортсменов (все мужчины), они соревновались в 5 видах спорта:
- Прыжки с трамплина
- Горнолыжный спорт
- Лыжные гонки
- Конькобежный спорт
- Лыжное двоеборье

Самым младшим участником сборной был 18-летний конькобежец Гоми Ёсиясу. Самым старшим участником был 29-летний лыжник Ямамото Кенъити.

## Результаты

### Горнолыжный спорт
Соревнования по горнолыжному спорту прошли с 14 по 20 февраля. Они одновременно считались соревнованиями 12 чемпионата мира по горнолыжному спорту. Впервые в программу соревнований был введён гигантский слалом. Соревнования по гигантскому слалому и скоростному спуску прошли в Крёдсхераде, по обычному слалому — на холме Рёдклейва.
| Спортсмен        | Соревнование      | 1 попытка | 1 попытка | 2 попытка      | 2 попытка      | Итог              | Итог           |
| Спортсмен        | Соревнование      | Время     | Место     | Время          | Место          | Время             | Место          |
| ---------------- | ----------------- | --------- | --------- | -------------- | -------------- | ----------------- | -------------- |
| Мидзугами Хисаси | Скоростной спуск  |           |           |                |                | дисквалифицирован | -              |
| Игая Тихару      | Скоростной спуск  |           |           |                |                | 2:45.0            | 24             |
| Мидзугами Хисаси | Гигантский слалом |           |           |                |                | 2:40.9            | 26             |
| Игая Тихару      | Гигантский слалом |           |           |                |                | 2:36.1            | 20             |
| Мидзугами Хисаси | Слалом            | 1:12.8    | 52        | не финишировал | не финишировал | не финишировал    | не финишировал |
| Игая Тихару      | Слалом            | 1:02.6    | 14 Q      | 1:03.1         | 10             | 2:05.7            | 11             |

### Лыжные гонки
| Дистанция | Спортсмен       | Место   | Место |
| Дистанция | Спортсмен       | Время   | Место |
| --------- | --------------- | ------- | ----- |
| 18 км     | Фудзисава Рёити | 1’14:41 | 61    |
| 18 км     | Ямамото Кенъити | 1’08:49 | 22    |

### Конькобежный спорт

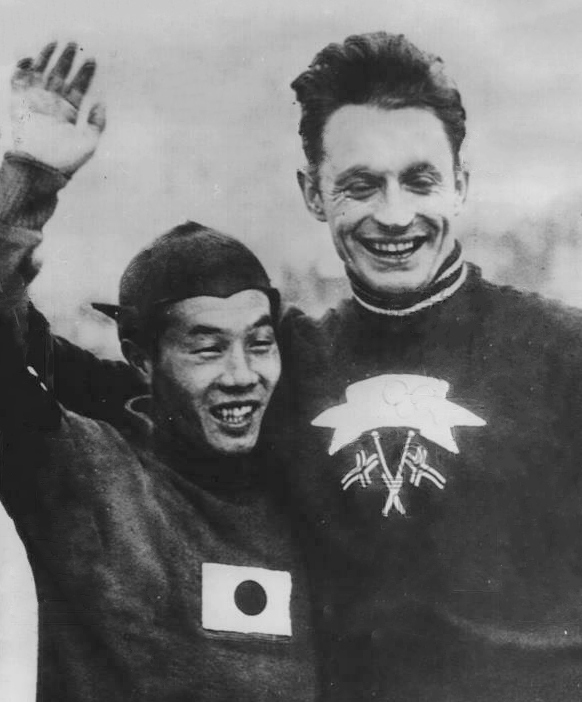
Сугивара Кадзухико и Яльмар Андерсен в 1952 году в Осло

| Дистанция | Спортсмен          | Результат | Результат |
| Дистанция | Спортсмен          | Время     | Место     |
| --------- | ------------------ | --------- | --------- |
| 500 м     | Сато Цунео         | 45.2      | 18        |
| 500 м     | Кудо Сукэнобу      | 44.9      | 15        |
| 500 м     | Аоки Масанори      | 44.8      | 12        |
| 500 м     | Такабаяси Киётака  | 44.1      | 6         |
| 1500 м    | Такабаяси Киётака  | 2:32.0    | 34        |
| 1500 м    | Кудо Сукэнобу      | 2:31.6    | 33        |
| 1500 м    | Аоки Масанори      | 2:26.9    | 23        |
| 1500 м    | Сато Цунео         | 2:23.9    | 11        |
| 5000 м    | Сугивара Кадзухико | 8:44.4    | 15        |
| 5000 м    | Гоми Ёсиясу        | 8:38.6    | 10        |
| 10,000 m  | Гоми Ёсиясу        | 17:53.0   | 14        |
| 10,000 m  | Сугивара Кадзухико | 17:34.0   | 7         |

### Прыжки с трамплина
Соревнования прошли 24 февраля на лыжном трамплине в Хольменколлене.
| Спортсмен       | Соревнование        | 1 прыжок       | 1 прыжок | 1 прыжок | 2 прыжок  | 2 прыжок | 2 прыжок | Итог  | Итог  |
| Спортсмен       | Соревнование        | Дистанция      | Очки     | Место    | Дистанция | Очки     | Место    | Очки  | Место |
| --------------- | ------------------- | -------------- | -------- | -------- | --------- | -------- | -------- | ----- | ----- |
| Кавасима Кодзо  | Нормальный трамплин | 59.5 (падение) | 59.0     | 43       | 56.0      | 89.0     | 40       | 148.0 | 42    |
| Фудзисава Рёити | Нормальный трамплин | 57.5           | 93.5     | 34       | 55.5      | 90.0     | 38       | 183.5 | 34    |
| Ватанабэ Тацуо  | Нормальный трамплин | 59.0           | 95.0     | 30       | 59.0      | 94.0     | 27       | 189.0 | 27    |
| Ёсидзава Хироси | Нормальный трамплин | 59.5           | 95.0     | 30       | 56.5      | 87.5     | 42       | 182.5 | 36    |

### Лыжное двоеборье
Соревнования по лыжному двоеборью или «северной комбинации» прошли с 17 по 18 февраля. Был разыгран 1 комплект наград. В соревнованиях приняло участие 25 спортсменов из 11 стран.
| Спортсмен       | Лыжная гонка 18 км | Лыжная гонка 18 км | Прыжок с трамплина | Прыжок с трамплина | Прыжок с трамплина | Прыжок с трамплина | Результат | Результат |
| Спортсмен       | Очки               | Место              | Дистанция 1        | Дистанция 2        | Очки               | Место              | Очки      | Место     |
| --------------- | ------------------ | ------------------ | ------------------ | ------------------ | ------------------ | ------------------ | --------- | --------- |
| Фудзисава Рёити | 195.333            | 18                 | 61.5               | 63.0               | 201.0              | 10                 | 396.333   | 14        |